# Tour d'habitation SEG

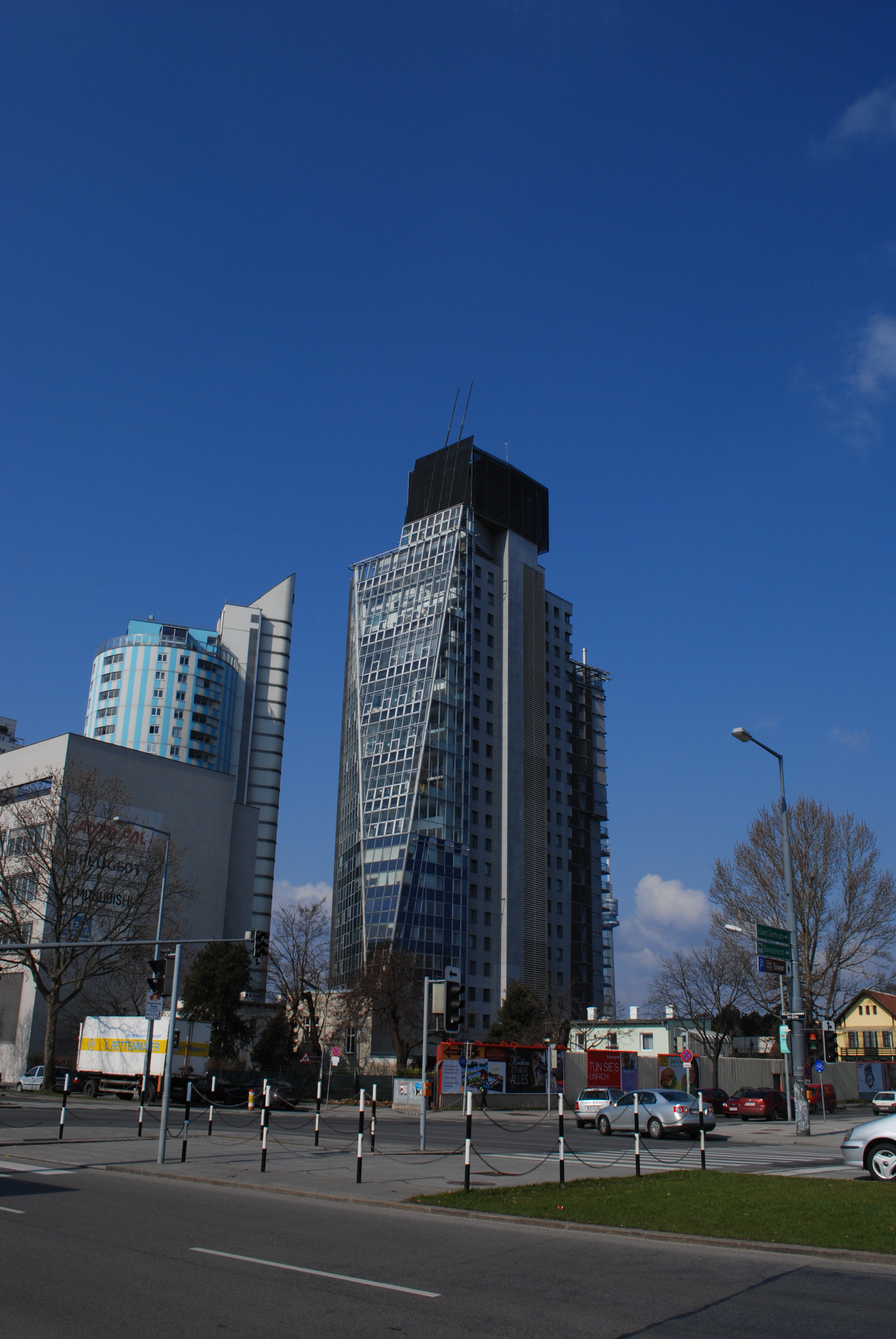
SEG-Tower, Vienne

La Tour d'habitation SEG est un gratte-ciel situé à Vienne, en Autriche et achevé en septembre 1998.

## Dates et chiffres
- Design: 1994
- Développement du design: 1996
- Construction: 1997-1998
- Complétion: septembre 1998
- Surface: 7 100 m2
- Cubage: 32 000 m3
- Hauteur: 60 mètres
- Budget: 8,72 M d'euros

## Sources
- Höweler, Eric. Giroldi, Cécile. Algave, Stéphanie. Gratte-Ciel contemporains, Éditions Flammarion, 2004, 239 pages